# Aşağı Qobuüstü
Aşağı Qobuüstü, Yeniarx (?-2015) è un comune dell'Azerbaigian situato nel distretto di Ağdaş.